# Sausseuzemare-en-Caux
Sausseuzemare-en-Caux – miejscowość i gmina we Francji, w regionie Normandia, w departamencie Sekwana Nadmorska.
Według danych na rok 1990 gminę zamieszkiwało 360 osób, a gęstość zaludnienia wynosiła 93 osoby/km² (wśród 1421 gmin Górnej Normandii Sausseuzemare-en-Caux plasuje się na 562. miejscu pod względem liczby ludności, natomiast pod względem powierzchni na miejscu 780.).